# Régence

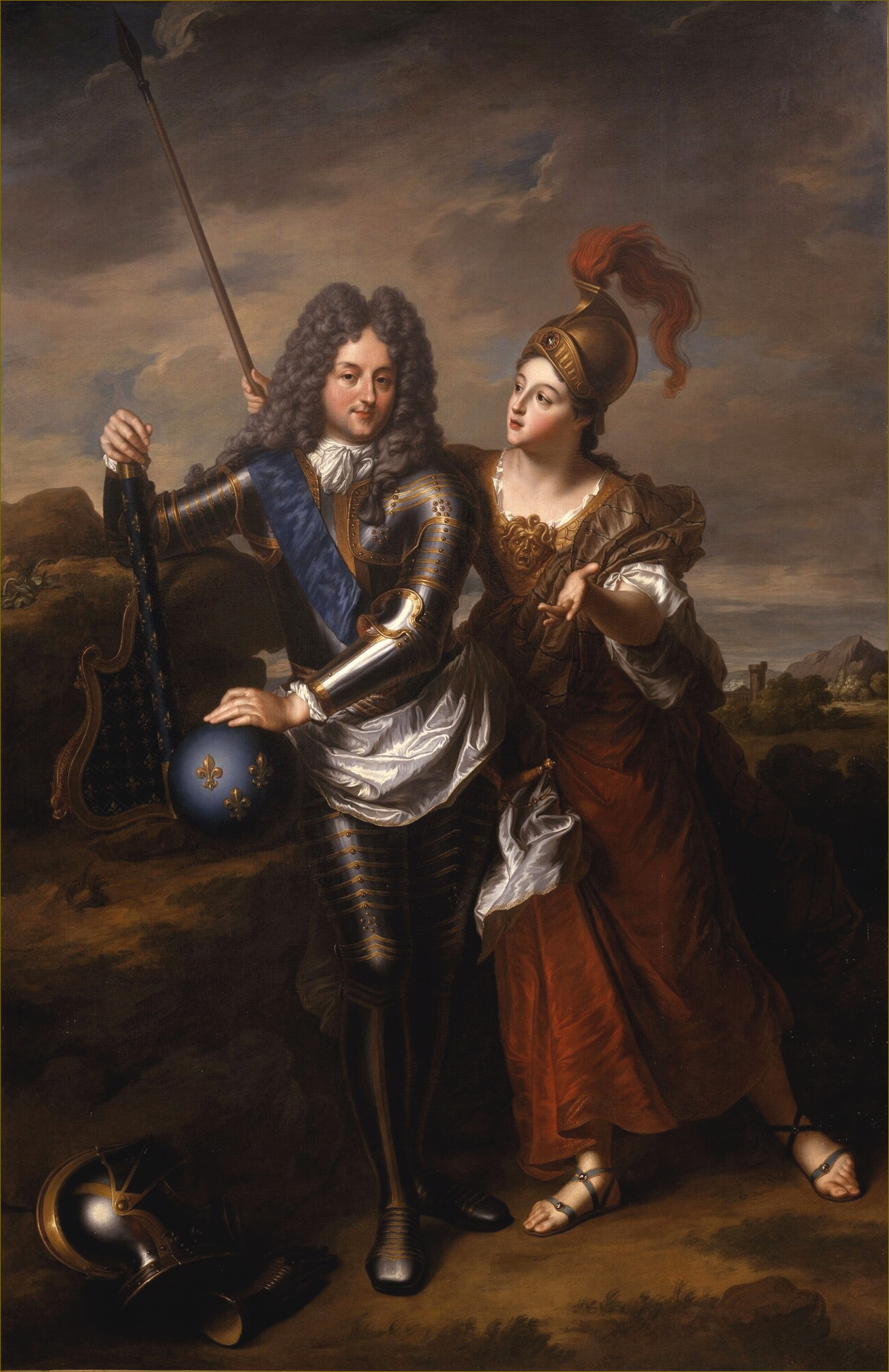
Filip II av Orléans och Marie-Madeleine de Parabère.

Régence syftar på den historiska perioden i Frankrike 1715–1723, då landet under Ludvig XV:s minderårighet styrdes av Filip II av Orléans.
Det brukar dock främst i andra länder användas som benämning på den stilriktning, som är den dominerande under perioden och den nästföljande tiden. Inom måleriet är Antoine Watteau en av stilens främsta företrädare. 
I Sverige brukar perioden räknas omkring 1720–1750, även om man i Sverige brukar skilja mellan régence och senbarock, som är den dominerande stilen i Sverige, medan régence-stilen förekommer ganska sparsamt. I Sverige, till skillnad från andra länder, brukar också régence klassas som en sen barockstil, och inte som fullt utvecklad rokokostil. 